# Cornelia Supera
C. Cornelia Supera est une impératrice présentée sur des monnaies romaines, datables du milieu du IIIe siècle. Il pourrait s'agir de l'épouse de l'empereur Émilien, qui prit brièvement le pouvoir en 253.

## Biographie
On ne sait rien de sa vie, à part quelques témoignages numismatiques.
Son nom complet sur les pièces de monnaie est C [AIA] CORNEL[IA] SVPERA AVG [VSTA] ou bien CORNEL [IA] SVPERA AVG [VSTA] ou COR [NELIA] SVPERA AV [GVSTA]. Les pièces sur lesquelles elle est représentée sont extrêmement rares.
Son nom et ses monuments ont été condamnés après l'arrivée au pouvoir de l'empereur Valérien en octobre 253.